# Pompilopsis semihyalina
Pompilopsis semihyalina là một loài bướm đêm thuộc phân họ Arctiinae, họ Erebidae.